# Självmordsbrev

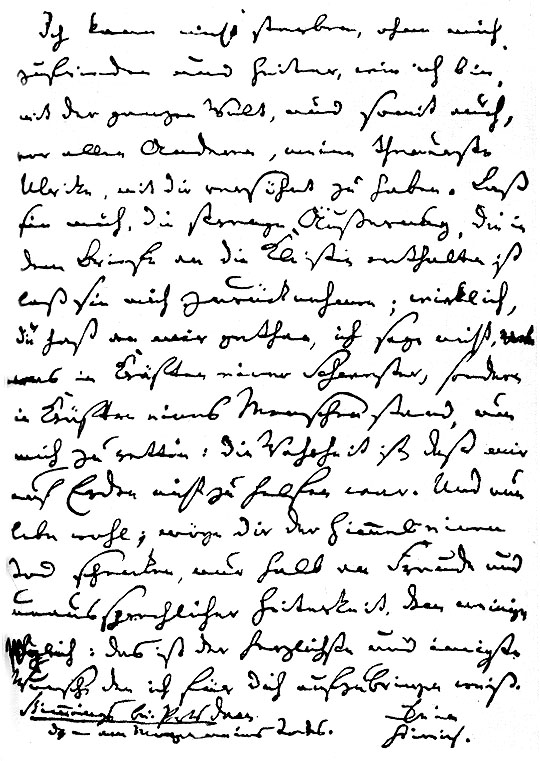
Ett självmordsbrev skrivet av den tyska poeten Heinrich von Kleist 1811.

Ett självmordsbrev är ett meddelande som framställs av någon som planerar självmord. Självmordsbrev förekommer som text, ljud eller video, och kan vara avsedda att hittas före eller efter att självmordet genomförts. Den kan till exempel innehålla ett informellt testamente, eller en beskrivning av de tankar och känslor som föranleder självmordsförsöket.
Det kan finnas många syften med självmordsbrev. Författaren kan vilja påverka sina anhöriga efter ett genomfört självmord, antingen till att minska eller förstärka skuldkänslor.
Skrivande av ett självmordsbrev är en allvarlig signal om en självmordskris. Det är också vanligt att den som genomför en självmordsattack framställer ett självmordsbrev.